# Stefan Szmaj
Stefan Szmaj (ur. 1893 w Książenicach, zm. 1970 w Gdyni) – doktor medycyny (okulista), artysta grafik i malarz, muzyk amator.

## Życiorys
Urodził się 10 sierpnia 1893 r. w Książenicach w powiecie ostrzeszowskim w Wielkopolsce, gdzie jego rodzice Antoni i Antonina z domu Skrobańska posiadali niewielki majątek ziemski.
Studiował medycynę w Niemczech, ukończył ją w 1919 r. w Poznaniu, a doktorat z okulistyki obronił w 1923 r. w Warszawie. W Monachium studiował też grafikę i malarstwo, uczył się muzyki i grał w zespołach studenckich. 
W 1929 r. zamieszkał wraz z żoną Ireną w Bydgoszczy, gdzie prowadził zakład okulistyczny. Pracował w przychodni kolejowej i Ubezpieczalni Społecznej. Wielu przyjaciół i ludzi kultury leczył bezinteresownie. Jego mieszkanie przy ul. Gdańskiej 10/7 było mekką artystów i inteligencji z Bydgoszczy i Poznania. 
Był wszechstronnie uzdolnionym artystą. Jego pasją była plastyka, grafika, malarstwo i muzyka. Grał na gitarze, skrzypcach i fortepianie. Często wystawiał prace graficzne i malarskie. W latach 1917–1918 wykonał cykl cenionych przez krytykę ekspresjonistycznych linorytów. Portretował swego przyjaciela z lat studiów Stanisława Przybyszewskiego, Ludwika Regameya i Stanisława Baumanna. Jego dzieła plastyczne wystawiane były w Düsseldorfie, Monachium, Warszawie, Krakowie, Poznaniu, Berlinie, Bydgoszczy, Gdyni i Gdańsku.
Po zakończeniu działań wojennych w 1945 r. zamieszkał w Gdyni, gdzie pracował jako okulista, grał na gitarze i nadal tworzył dzieła malarskie i graficzne. Zmarł 19 września 1970 r. w Gdyni. Został pochowany na cmentarzu Witomińskim (kwatera 16-7-4_2).